# ピルリンドール
ピルリンドール(Pirlindole)は、ロシアで抗うつ薬として開発、使用された可逆性モノアミン酸化酵素A阻害薬(RIMA)である:337。構造的、また薬理的にメトラリンドールと関連している。